# José Antonio Frías
José Antonio Frías (Mondrón, Periana, 1 de enero de 1957-Málaga, 11 de octubre de 2018) fue un periodista español, director del diario malagueño Sur.

## Biografía
Tras licenciarse en la Facultad de Ciencias de la Información de la Universidad Complutense de Madrid, comenzó a trabajar como becario en el diario Sur en 1978. Dos años después, y ya integrado en la plantilla del periódico malagueño, compatibilizó su trabajo allí con el de corresponsal en Málaga de Televisión Española y en el diario El País.
En 1995 fue nombrado director del diario Sur, sustituyendo al entonces director, Joaquín Marín. Anteriormente había sido redactor jefe (1988), jefe de local, y subdirector (1992). En 2012 fue sustituido al frente del rotativo malagueño por Manuel Castillo.
En 2014 sufrió un ictus, que le apartó de la vida pública.
Estaba casado con la profesora Elena Blanco. Tuvieron dos hijos: Álvaro y Alejandro.

## Premios
- Medalla de honor de la Asociación de la Prensa de Málaga (2018), en reconocimiento a sus diecisiete años de servicio al frente del diario Sur.[5]